# Cuando tú me quieras (película)
Cuando tú me quieras es una película de comedia musical mexicana de 1951 escrita y dirigida por Ernesto Cortázar, y protagonizada por Meche Barba y Luis Aguilar.

## Argumento
Luis (Luis Aguilar), el sobrino de un zapatero viaja a Tampico por encargo de su tío para que recoja a una niña que ha quedado huérfana y la cual también es sobrina del zapatero por parte de la esposa de  este. Luis se llevará una gran sorpresa cuando se encuentra con la joven llamada Antonia Guevara (Meche Barba), a quién apodan "La Jaibita", quién se ha convertido en una muchacha muy atractiva.

## Reparto
- Meche Barba ... Antonia Guevara "La Jaibita"
- Luis Aguilar ... Luis
- Mauricio Garcés ... Esteban
- Armando Velasco .... Don Nicéforo
- Conchita Gentil Arcos ... Doña Soledad
- Eufrosina García ... Rosa de Castilla

## Comentarios
Fallida comedia romántica que reúne como pareja cinematográfica a Luis Aguilar y Meche Barba. A pesar de la popularidad de los actores, la película no obtuvo éxito en su exhibición.